# Denekamp
Denekamp (nedersaksisch Dearnkaamp oder Deankaamp) ist eine an der Dinkel gelegene Ortschaft in Twente in der niederländischen Provinz Overijssel mit etwa 9.020 Einwohnern. In Denekamp befindet sich der Sitz der Gemeinde Dinkelland, die im Jahr 2001 durch den Zusammenschluss der Gemeinden Denekamp, Ootmarsum und Weerselo entstand.

## Nachbarschaften
Denekamp hat außerhalb des Zentrums eine Reihe ausgedehnter Wohngebiete mit viel Grün. Mit über 2000 Einwohnern ist Janskamp das größte Wohngebiet im Ort. Kerker Esch, Klokkenberg, Diepengoor sind andere ältere Viertel. Neue Wohngebiete sind ’t Pierik und Remerink im Osten von Denekamp.

## Geschichte
Denekamp entstand an einem Ort, an dem die Menschen vom Hochwasser der Dinkel, die durch die Gemeinde fließt, nicht erreicht werden konnten. Germanen, wahrscheinlich der Stamm der Tubanten oder möglicherweise Ampsivarier, legten um 200 n. Chr. eine Siedlung an. 933 n. Chr. wurde das Dorf als Daginghem erwähnt. Obwohl dänische Wikinger in dieser Zeit die Städte Deventer und Zutphen überfielen, stammt der Ortsname Denekamp nicht von Danes, sondern vom sächsischen Namen Dago oder Dano. 1385 wurde das Dorf als Degeninchem, 1677 als Degenkamp urkundlich erwähnt. Das Kirchspiel Denekamp bestand aus den Orten Denekamp, Noord Deurningen und Beuningen, heute Gemeinde Losser. Es waren eng verbundene, oft geschlossene Gemeinschaften. Denekamp und Noord Deurningen gehörten zum Landgericht Ootmarsum, Beuningen zum Landgericht Oldenzaal.
Um das 15. Jahrhundert war Denekamp ein relativ kleines Dorf mit knapp 100 Häusern, die sich entlang einer einzigen Dorfstraße in der Nähe einer Kirche verteilten. Diese Kirche wurde im 13. Jahrhundert aus Bentheimer Sandstein erbaut. Der Turm wurde später hinzugefügt. Die Kirche ist dem Heiligen Nikolaus geweiht und bildet auch heute noch den Mittelpunkt des Dorfes.
Denekamp ist nach wie vor ein stark vom römisch-katholischen Glauben geprägter Ort. Es gibt auch mehrere Klöster in seiner Nähe. Die Franziskanerinnen von Denekamp bilden sogar eine eigene Kongregation. Kardinal Johannes Willebrands blieb bis ins hohe Alter im Kloster dieser Kongregation.
Die Menschen im Dorf waren hauptsächlich Bauern. Allmählich, besonders in den letzten anderthalb Jahrhunderten, mussten viele Bauernhöfe Wohnungen und Geschäften weichen. Während der Fasnacht heißen die Einwohner Köttelpeer'n.

## Umwelt und Erholung
Das „Weingut Singraven“ liegt in der Nähe von Denekamp. Die historische „Wassermühle Singraven“ befindet sich in der Nähe dieses Anwesens. Außerdem gibt es in Denekamp zwei Windmühlen, die Borgelinkmolen und die Nieuwe Molen oder Sint Nicolaasmolen.
Ballschießen und Mittwinterhornblasen sind alte Traditionen, die in Denekamp sehr beliebt sind. Wenn in der Nähe von Denekamp Schnee liegt, kann man auf markierten Loipen Langlaufen.
Im Frühjahr finden in Denekamp die traditionellen Osterbräuche statt. Das beginnt mit dem Sammeln der Eier am Palmsonntag und dem Holzholen am Karsamstag. Am Ostersonntag finden das Osterpfahlziehen und das Osterfeuer statt.

## Museum Natura Docet
Auf der Straße nach Oldenzaal befindet sich das Naturkundemuseum der Provinz Natura Docet (Natura Docet bedeutet: „Die Natur lehrt“). Dieses Museum wurde 1911 vom Dorflehrer Meister Bernink gegründet. Das Museum ist das älteste Museum dieser Art in den Niederlanden. Das Gebäude wurde in den letzten Jahren saniert und saniert. Auf einer Außenfläche von ca. eineinhalb Hektar ist seit 2006 ein sogenannter Erlebnisgarten mit verschiedenen Biotopen angelegt.

## Persönlichkeiten
- Angerfist (* 1981), Künstlername von Danny Masseling
- Roméo Dallaire (* 1946), kanadischer Senator
- Willem Hendrik Dingeldein (1894–1953), Lehrer, Natur- und Regionalhistoriker
- Jolijn Heuvels (* 1986), Fußballspieler
- Job Kienhuis (* 1989), Schwimmer
- Erwin Nijboer (* 1964), Radrennfahrer
- Tanja Nijmeijer (* 1978), Guerillakämpferin der kolumbianischen FARC
- Boudewijn Pahlplatz (* 1971), Fußballspieler
- Gerhard Jan Palthe (1681–1767), Maler
- Radical Redemption (* 1990), Künstlername von Joey van Ingen
- Herman Snoeijink (* 1951), Amateurradsportler und nationaler Radsporttrainer
- Piet Stalmeier (1912–1990), Komponist, Dirigent, Organist und Musikpädagoge
- Teun van de Steeg (* 1956), Organist und Philosoph
- Marieke Westerhof (* 1974), Ruderin
- Johannes Willebrands (1909–2006), Kardinal und Erzbischof